# Kidō Senshi Gundam
Kidō Senshi Gundam (Nhật: 機動戦士ガンダム Hepburn: Kidō Senshi Gandamu, cũng được biết đến như là Gundam đầu tiên, Gundam 0079 hoặc Gundam '79) là phim bộ truyền hình anime do Sunrise sản xuất.